# Winter-Universiade 1970/Eiskunstlauf
Bei der Winter-Universiade 1970 wurden vier Wettbewerbe im Eiskunstlauf ausgetragen.

## Bilanz

### Medaillenspiegel
| Platz  | Land               | Gold | Silber | Bronze | Gesamt |
| ------ | ------------------ | ---- | ------ | ------ | ------ |
| 1      | Tschechoslowakei   | 2    | –      | –      | 2      |
| 2      | Sowjetunion        | 1    | 3      | 1      | 5      |
| 3      | Ungarn             | 1    | –      | –      | 1      |
| 4      | Vereinigte Staaten | –    | 1      | –      | 1      |
| 5      | Japan              | –    | –      | 1      | 1      |
| 5      | Österreich         | –    | –      | 1      | 1      |
| Gesamt | Gesamt             | 4    | 4      | 3      | 11     |

### Medaillengewinner
| Disziplin | Gold                                | Silber                             | Bronze                          |
| --------- | ----------------------------------- | ---------------------------------- | ------------------------------- |
| Frauen    | Zsuzsa Almássy                      | Jenny Walsh                        | Keiko Mijagawa                  |
| Männer    | Ondrej Nepela                       | Sergei Tschetweruchin              | Sergei Wolkow                   |
| Paarlauf  | Ljudmila Smirnowa / Andrei Suraikin | Galina Karelina / Georgi Proskurin | Evelyne Scharf / Wilhelm Bietak |
| Eistanz   | Diana Skotnická / Martin Skotnický  | Swetlana Bakina / Boris Rublew     | nicht vergeben                  |